# 記号の濫用
数学において、記号の濫用（きごうのらんよう、英: abuse of notation, 仏: abus de notation）とは、形式的には正しくないが表記を簡単にしたり正しい直観を示唆するような表記を（間違いのもととなったり混乱を引き起こすようなことがなさそうなときに）用いることである。記号の濫用は記号の誤用とは異なる。誤用は避けなければならない。
関連する概念に用語の濫用（英: abuse of language, abuse of terminology, 仏: abus de langage）がある。これは記号ではなく用語が（形式的には）誤って使われることを指す。記号以外の濫用とほぼ同義である。例えば群 G の表現とは正確には G から GL(V) （ただし V はベクトル空間）への群準同型のことであるが、よく表現空間 V のことを「G の表現」という。用語の濫用は異なるが自然に同型な対象を同一視する際によく行われる。例えば、定数関数とその値や、直交座標系の入った 3 次元ユークリッド空間と R3 である。

## 例

### 構造を伴う数学的対象
記号や用語の濫用は対象が複数の成分からなるときによく起こる。例えば位相空間は集合 X（位相空間の台集合と呼ばれる）と位相 {\displaystyle {\mathcal {T}}} からなり、2つの位相空間 {\displaystyle (X,{\mathcal {T}})} と {\displaystyle (X,{\mathcal {T}}')} は台集合が同じでも位相が異なれば位相空間としては別物である。それにもかかわらず、混乱の恐れがないときには（すなわちどんな位相を考えているかが明白なときには）通常単に X で位相空間を指す。同様に群 (G, ∗) は群演算が文脈から明らかなときには単に G と書かれる。

### 関数
「f(x) を関数とする」のような表現がしばしば用いられるが、これは記号の濫用である。関数とは f のことであり、f(x) は定義域の元 x の f による値だからである。だから厳密には「f を変数 x の関数とする」とか「x ↦ f(x) を関数とする」と書くのが正しいのであるが、記述の簡便のため記号の濫用が広く使われている。
同様に例えば「関数 x2 + x + 1 を考える」という表現も記号の濫用であり、本来関数とは x に x2 + x + 1 を対応させる規則であるが、これも混乱を招かないため広く用いられている。しかしながら、たいていの数式処理システムでは数式と関数は区別されているから、計算機代数の初心者はこの習慣のせいでしばしば誤った入力をしてしまう。

### 集合
単元集合を * = {*} と表したり、零ベクトル空間を 0 = {0} と表したりするが、これらは集合とその元が同じであるというわけではない。

### 同値類
同値関係の同値類を [x] でなく x と書くのは記号の濫用である。形式的には、集合 X を同値関係 ∼ によって分割したとき、各 x ∈ X に対し、同値類 {y ∈ X  |  y ∼ x} は [x] と表記される。しかし実際には、議論がもとの集合の個々の元ではなく同値類にあるとき、角括弧を落とすのが一般的である。あるいは、実際には個々の元の方を考えているのに、同値類を指す記号を用いることもある。
前者の例としては、例えば、合同算術において、n を法とした x の合同類を単に x と書いたり、ルベーグ積分論において、測度空間上の可測関数を「ほとんどいたるところ等しい」という関係で割った空間（たとえば L2）を考えるときに、同値類をもとの関数と同じ記号で表したりする（ここで注意すべきことであるが、商空間では「関数 f の x における値 f(x)」というものは全く意味を持たない）。
後者の例としては、例えば、群 G の既約表現の同値類の全体をここでは仮に A と書くと、G の既約表現は普通 (π, V) ∈ A あるいは π ∈ A と書かれる。

### 導関数
解析学における導関数のライプニッツの記法 dy/dx に関するある代数的操作は記号の濫用である。数式 dy/dx を分数のように扱うのがしばしば便利で、例えば、合成関数の微分に対し dy/dx = dy/du⋅du/dx は正しい（連鎖律）。別の例は微分方程式を解くときの変数分離である。方程式 dy/dx = g(x)/h(y) を h(y)dy = g(x)dx と書き直し、積分するのである。
関連する記号の濫用として、∫1/xdx のような積分を
{\displaystyle \int {dx \over x}}
と、まるで dx が 1/x に掛かった因子であるかのように書く。
これらの操作は微分形式の理論で厳密にすることができる。

### ナブラ演算子
ナブラ演算子 ∇ は偏微分作用素をベクトルとして並べた組である：
{\displaystyle \nabla =\left({\frac {\partial }{\partial x}},\,{\frac {\partial }{\partial y}},\,{\frac {\partial }{\partial z}}\right).}
これにより勾配 ∇f 発散 ∇⋅v→ 回転 ∇×v→ のような表記ができる。∇ は多くの場合ベクトルのように振る舞うので、この記法は非常に便利であるが、∇ はベクトルと可換ではなくベクトルのすべての性質を満たすわけではないので記号の濫用と言える。

### クロス積
ベクトル a = (a1, a2, a3) と b = (b1, b2, b3) のクロス積を形式的に行列式を用いて
{\displaystyle \mathbf {a} \times \mathbf {b} =\det {\begin{bmatrix}\mathbf {i} &\mathbf {j} &\mathbf {k} \\a_{1}&a_{2}&a_{3}\\b_{1}&b_{2}&b_{3}\end{bmatrix}}}
と書くことができる（第一行について"余因子展開"する）。これは記号の濫用であるがクロス積の記憶術としてもまた計算においても役に立つ。

### デカルト積
デカルト積はしばしば結合的と見ることができる：
{\displaystyle (E\times F)\times G=E\times (F\times G)=E\times F\times G.}
これはもちろん厳密には正しくない。x ∈ E, y ∈ F, z ∈ G とすると、等式 ((x, y), z) = (x, (y, z)) は (x, y) = x, z = (y, z) を意味することになってしまい、また等式 ((x, y), z) = (x, y, z) は無意味である。
この概念は圏論において自然同型の概念を用いて厳密にできる。

### ランダウの記号
ランダウの記号を用いて、f(x) は O(g(x)) であると言ったり、f(x) = O(g(x)) と書いたりするのは記号の濫用である。

### 同型
等式と同型の違いをはっきりさせないのも記号の濫用である。例えば有理数からデデキントの切断によって実数を構成すると、有理数 r は r 未満のすべての有理数と同一視されるが、この2つは明らかに同じものではない。しかし、有理数全体の集合と、{x  |  x < r} の形のデデキント切断全体の集合は同じ構造を持つからこの曖昧さは許容される。この濫用により Q は R の部分集合とみなされる。

### 有限素点と素イデアル
素点とは付値の同値類のことであるが、特に有限素点（＝非アルキメデス付値の類）はオストロフスキーの定理により素イデアルと対応する。このときこの両者を同一視することがしばしばある。

### ディラックのデルタ関数
ディラックのデルタ"関数"は関数ではないが例えば畳み込みを計算するときにしばしば関数として扱われる。

## ブルバキ
「用語の濫用」なる用語はニコラ・ブルバキの書物にしばしば現れる：
We have made a particular effort always to use rigorously correct language, without sacrificing simplicity. As far as possible we have drawn attention in the text to abuses of language, without which any mathematical text runs the risk of pedantry, not to say unreadability.—Bourbaki (1988)

## 主観性
用語「用語の濫用」や「記号の濫用」は文脈に依存する。A から B への部分関数を "f: A → B" と書くとほとんどいつも記号の濫用であるが、圏論の文脈において集合と部分関数の圏における射として f を見れば濫用ではない。